# Latter-day Saint Biographical Encyclopedia
La Latter-day Saint Biographical Encyclopedia (o LDS Biographical Encyclopedia, abbreviazione di Latter-day Saint Biographical Encyclopedia: A Compilation of Biographical Sketches of Prominent Men and Women in the Church of Jesus Christ of Latter-day Saints; lett.: "Enciclopedia dei Santi degli Ultimi Giorni: una collezione di note biografiche di illustri uomini e donne della Chiesa di Gesù Cristo dei Santi degli Ultimi Giorni") è un dizionario biografico in quattro volumi composto da Andrew Jenson.

## Storia
Andrew Jenson (11 Dicembre 1850 - 18 Novembre 1941) fu sacerdote danese della Chiesa immigrato negli Stati Uniti, che rivestì il ruolo di assistente storico e di archivista della Chiesa per quasi tutto il XX secolo, oltre a quello di presidente della missione scandinava.

L'enciclopedia da lui composta comprende una cronologia storica della Chiesa dal 1830 al 1930, e informazioni biografiche dei suoi membri più illustri.

Non è riconosciuta come un'opera ufficiale da parte della Chiesa dei Santi degli Ultimi Giorni, e tuttavia è ritenuta una fonte storica attendibile poiché:
- fu composta da Jenson durante la sua attività in tale ambito,
- fu pubblicata dal Deseret News, il più antico quotidiano dello Stato dello Utah, secondo per tiratura al The Salt Lake Tribune. Fin dagli anni '30, il Mercoledì e il Sabato pubblica regolarmente gli inserti dal titolo Church News the Mormon Times
- fu distribuita gratuitamente nelle unità amministrative della Chiesa dei Santi degli Ultimi Giorni, per eventuale diffusione nei relativi luoghi di culto.

## Storia editoriale
Il progetto editoriale di Jenson inizialmente prevedeva la pubblicazione di un unico volume, contenente le informazioni della chiesa e delle sue personalità più illustri, relativamente al periodo compreso fra il 1830 e la fine del XIX secolo. Successivamente, egli decise di estendere l'orizzonte temporale di riferimento ai primi cento anni di storia della Chiesa, per i quali uscirono in stampa il secondo volume (nel 1914), il terzo (nel 1920), il quarto ed ultimo (nel 1936).

Complessivamente, i quattro volumi contengono 5.000 voci biografiche e oltre 2.000 fotografie.
Nel 1941 fu diffusa una seconda edizione riveduta e modificata dei quattro volumi. Risale al 2003 la prima ristampa, a cura della casa editrice Greg Kofford Books.